# Scott Jaffe
Scott Erik Jaffe (Boston, Estados Unidos, 29 de abril de 1969) es un nadador retirado especialista en estilo libre. Fue olímpico en los Juegos Olímpicos de Barcelona 1992 donde consiguió una medalla de bronce en la prueba de 4x200 metros libres tras nadar las series eliminatorias.

## Palmarés internacional
| Juegos Olímpicos | Juegos Olímpicos    | Juegos Olímpicos  | Juegos Olímpicos |
| Año              | Lugar               | Medalla           | Prueba           |
| ---------------- | ------------------- | ----------------- | ---------------- |
| 1992             | Barcelona ( España) | Medalla de bronce | 4x200 m libres   |